# Tatra T.101
A Tatra T.101 csehszlovák, kétszemélyes, egymotoros könnyű többcélú repülőgép, melyet a Tatra vállalat épített 1937-ben. Csak egy darab készült belőle.

## Története
A Tatra vállalat 1935-ben hozta létre a repülőgépgyártó részlegét. Első gyártmányuk a Bü 131 Jungman licenc változata volt, melyet Tatra T.131 jelzéssel gyártottak. Ezt követte az ugyancsak licenc alapján készített Avro 626 Tatra T.126 jelzéssel.
A Tatra 1937-ben készítette el Karel Tomáš főkonstruktőr irányításával az első saját tervezésű repülőgépét, a Tatra T.001-t, melyhez a Bü 131 több elemét is felhasználták. Ennek továbbfejlesztett változata a főként túrarepülőgépnek szánt Tatra T.101. Ehhez megnövelték a fesztávot, a szárnyfelületet, így növekedett a gép hasznos terhelése is. Tágasabb lett a pilótafülke, valamint megnövelték a vezérsíkok felületét is. A gép az OK-TAO lajstromjelet kapta és 1937-ben szállt fel először.
A géppel több csehszlovák rekordot állítottak fel. 1938-ban Ján Ambruš géppel a Prága-Ruzyně repülőtérről 4330 km-t megtéve a szudáni Kartúmig repült. Emellett a géppel magassági rekordokat is felállítottak.

## A T.101 replika
A 2000-es évek elején határozták el a Sklenář testvérek, Ivo és Jiří Sklenář, hogy megépítik a T.101-es másolatát. Kiderítették, hogy a gép tervei fennmaradtak, melyeket az opavai levéltárban sikerült is megtalálni. Sikerült szerezniük a Tatra repülőgépekhez korábban használt Tatra HM–504 a Tatra T100 motorokat. Az 1938-as gyártású T100-as motort a Tatra és a cseh Nemzeti Műszaki Múzeum segítségével felújították és működőképes állapotba hozták. Pótalkatrészek hiányában a motor néhány részegységét újra kellett gyártani. Az eredeti terveknek megfelelően készítették el a fa légcsavart is. A gép sárkányszerkezetéhez modern anyagokat és gyártási eljárásokat is felhasználtak, de ahol a légügyi előírások megengedték, az eredeti építési módit megtartották. A sárkány konstrukcióján több helyen kisebb szerkezeti módosításokat is végeztek. A szárny főtartója fából készült. A gépbe emellett modern avionikai berendezéseket építettek. A Tatra T.101.2 jelzésű replikát a Let Kunovice repülőgépgyár hangárjában szerelték össze. A gép 2008 szeptemberére készült el, majd végrehajtották vele az első felszállást. A replika az eredeti gépen is használt OK-TAO lajstromjelet kapta.

## Műszaki adatok

### Geometriai méretek és tömegadatok
- Hossz: 6,62 m
- Fesztávolság: 13,00 m
- Szárnyfelület: 16,4 m²
- Üres tömeg: 500 kg
- Maximális felszálló tömeg: 1100 kg

### Motor
- Motorok száma: 1 db
- Tatra T100 benzinmotor
- Felszálló teljesítmény: 70 kW (95 LE)

### Repülési jellemzők
- Legnagyobb sebesség: 225 km/h
- Utazósebesség: 200 km/h
- Hatótávolság: 5000 km
- Legnagyobb repülési magasság: 8000 m